# Гафній
Гафній (англ. hafnium, нім. Hafnium n) — хімічний елемент, символ Hf, ат. н. 72; ат. м. 178,49. Сріблясто-білий метал, супутник цирконію — є постійною домішкою в цирконі при середньому співвідношенні їхніх оксидів 1:50. Гафній — типовий розсіяний елемент. Не має власних мінералів. Вміст у земній корі — 3,2·10-4 мас. %.

## Фізичні властивості
Гафній — сріблясто-білий, м'який, придатний для обробки метал. Існує дві алотропні модифікації: 
- α-гафній, стабільний за кімнатної температури, має гексагональну щільноупаковану ґратку з параметрами a=3,188 Å, c=5,042 Å;
- β-гафній має об'ємноцентровану кубічну ґратку з періодом a=3,51 Å, і існує при температурі від 1740 °C до температури плавлення, 2227 °C[1].

Енергія іонізації для перших чотирьох електронів: 7,5; 15; 23,3; 33,3 еВ відповідно.
Модуль всебічного стиску — 108,9 ГПа, модуль Юнга — 83,4 ГПа.
Питомий опір — 30,6×10−8 Ом·м. Температура переходу в надпровідний стан — 0,13 К. Парамагнетик.
Переріз поглинання теплових нейтронів — 105 барн.

## Історія
Відкритий 1923 року гафній шукали серед рідкісноземельних елементів, тому що не було з'ясовано будову 6-го періоду Періодичної системи елементів. 1911 р. французький хімік Жорж Урбан оголосив про відкриття нового елемента, який він назвав кельтій. Насправді він отримав суміш, що складалася з ітербію та лютецію і невеликої кількості гафнію. І тільки після того, як Нільс Бор за допомогою квантово-механічних розрахунків показав, що останнім рідкісноземельним елементом є лютецій (№ 71), стало ясно, що гафній — аналог цирконію. Базуючись на висновках Бора, який передбачив його властивості та валентність, 1923 року Дірк Костер та Дьордь де Гевеші за допомогою рентгеноспектрального методу систематично проаналізували норвезькі і гренландські циркони. Збіг спектральних ліній рентгенограм залишків, отриманих після розчинення циркону киплячими розчинами кислот, з вирахуваними за законом Мозлі нових ліній для 72-го елемента дозволили дослідникам оголосити про відкриття нового елементу, який вони назвали гафнієм на честь Копенгагена, де було зроблено відкриття (Hafnia — латинізована назва міста). Спір, який розпочався після цього про першовідкриття між Ж. Урбаном, Д. Костером і Д. Гевеші, продовжувався тривалий час. У 1949 р. назва елемента «гафній» була затверджена Міжнародною комісією та прийнята остаточно. Розділення металічних цирконію та гафнію вдалося вперше Янтцену та Гевеші через рекристалізацію хлоридів та амонієвих солей обох елементів. Потім гафній виділили відновленням металічним натрієм.

## Походження назви
Hafnia — латинська назва місцевості сучасного Копенгагена, де був відкритий елемент. Водночас, Hafnia — HfO2, «гафнієва земля» — оксид гафнію.

## Отримання

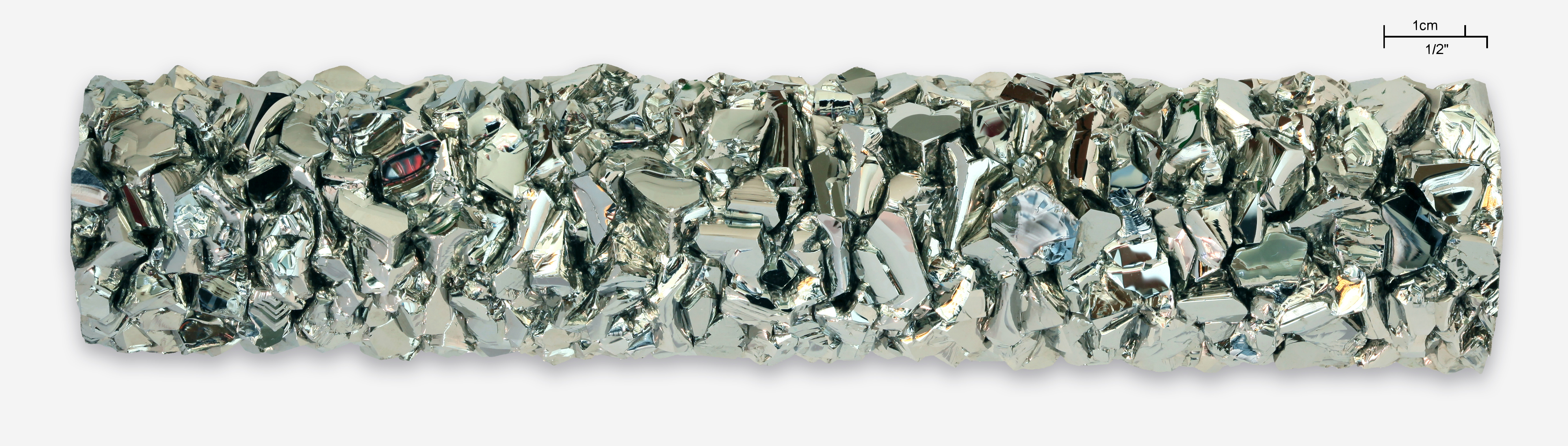
Кристали гафнію, добуті при газотранспортній реакції.

У більшості цирконієвих мінералів є від 1-2 до 6-7 % гафнію, а у вторинних мінералах — до 35 %. Найцінніший промисловий тип цирконієвих родовищ, що містять гафній — морські і алювіальні розсипи мінералу циркону. Найбагатші гафнієм різновиди циркону — циртоліт, малакон, альвіт, наегіт. Відомий один мінерал — тортвейтит (який, взагалі, є мінералом скандію), відносна частка гафнію в якому більша, ніж цирконію.
Для виробництва гафнію його треба спочатку відділити від цирконію. Для цього використовують різну розчинність солей цих елементів, наприклад, нітратів у три-н-бутилфосфаті або тіоціанатів у метилізобутилкетоні. Також використовують іонний обмін чи фракційну дистиляцію відповідних сполук.
Відділені сполуки гафнію переводять у HfCl4 і відновлюють натрієм чи магнієм до металу:
{\displaystyle \mathrm {HfCl_{4}+2\ Mg\longrightarrow Hf+2\ MgCl_{2}} }
Для виробництва дуже чистого гафнію використовують газотранспортні реакції з йодом. У зоні слабкого нагрівання йод реагує з металом, а в іншій зоні йодид розкладається на розжареному дроті з кристалізацією гафнію:
{\displaystyle \mathrm {Hf+2\ I_{2}\ \rightleftharpoons \ HfI_{4}} }
Цирконієві концентрати — єдине мінерально–сировинне джерело отримання ще одного рідкісного елемента — гафнію, який у вигляді діоксиду міститься в цих концентратах в кількості 0,5–3,0 %. Вилучення гафнію здійснюється в процесі виробництва цирконію при глибокому очищенні хімічних сполук останнього від домішок.

## Ізотопи та ядерні ізомери
Для гафнію відомо 35 ізотопів та ядерних ізомерів від 153Hf до 188Hf. Найчастіше зустрічається ізотоп 180Hf (35 %), за ним йдуть 178Hf (27,28 %), 177Hf (18,61 %), 179Hf (13,62 %), 176Hf (5,27 %) та 174Hf (0,16 %). У 174Hf спостерігається альфа-розпад із періодом напіврозпаду 2·1015 років. 178m2Hf є особливо привабливим кандидатом для експериментів з вимушеним гамма-випромінюванням через високу щільність накопиченої енергії. Щодо можливості використання його як засобу зберігання енергії триває дискусія.

## Застосування
Див. також Застосування гафнію і гафнійвмісних речовин

### Ядерна енергетика
Гафній (а саме два його ізотопи — 174Hf 177Hf) має надзвичайно великий переріз поглинання теплових нейтронів, тому використовується для виробництва регулювальних стержнів для ядерних реакторів на атомних електростанціях і підводних човнах, а також захисних екранів. Додатковими перевагами гафнію є висока стійкість до корозії і високих температур, і зберігає свою стійкість у воді. Ще важливою особливістю є те, що ізотопи з масовими числами 178 і 179 також мають високий рівень поглинання нейтронів (хоча і менший ніж гафній-177, що породжує їх), тому з часом ефективність гафнію як поглинача зменшується дуже повільно.
Цікаво, що цирконій, постійний супутник гафнію, також використовується в ядерній енергетиці, але його особливістю, навпаки, є надзвичайно низький рівень поглинання нейтронів (майже в 1 000 разів нижчий за гафній). Через це цирконій, що використовується для цих потреб, повинен мати частку гафнію меншу за 0,01 %.

### Металургія
Невеликі домішки гафнію (1–2 %) значно покращують стійкість металів до температури і тиску, тому його додають у сплави, що використовують для лопатей турбін реактивних літаків, сопел та інших деталей ракет, тощо. Для цього використовуються сплави гафнію з нікелем, танталом, вольфрамом, молібденом. Сплавом гафнію з ніобієм вкривають поверхню різальних інструментів.

### Інше
Карбід гафнію має найвищу температуру плавлення серед усіх бінарних сполук (3 890 °C), а нітрид гафнію — серед усіх нітридів металів (3 310 °C). Наразі найвищу відому температуру плавлення має керамічний матеріал, що є сумішшю карбіду танталу і карбіду гафнію (3 950 °C), проте існують теоретичні передбачення, що HfNC може бути ще більш стійким. Сам гафній також має високу температуру плавлення і використовується, наприклад, для електродів плазменних різаків.
Гафній добре абсорбує гази, тому використовується у вакуумній техніці.
Скло, вкрите оксидом гафнію, має специфічні рефракційні властивості і використовується в лазерній техніці. Також оксид гафнію використовують у мікрочипах як ізолятор.
Існує ряд каталізаторів, що містять гафній.

## Запобіжні заходи
Треба бути обережним під час механічної обробки гафнію, оскільки він є пірофорним — дрібні частинки можуть спонтанно спалахнути під впливом повітря. Сполуки, що містять цей метал, більшість людей зустрічають рідко. Чистий метал не вважається токсичним, але з сполуками гафнію слід поводитися так, ніби вони токсичні, оскільки іонні форми металів зазвичай піддаються найбільшому ризику токсичності, а для сполук гафнію було проведено обмежені випробування на тваринах.
Люди можуть піддаватися впливу гафнію на робочому місці при диханні, ковтанні, контакті зі шкірою та очима. Управління з безпеки та гігієни праці (OSHA) встановило юридичне обмеження (гранично допустимий вплив) для впливу гафнію та сполук гафнію на робочому місці як TWA 0,5 мг/м3 протягом 8-годинного робочого дня. Національний інститут безпеки та гігієни праці (NIOSH) встановив таку ж рекомендовану межу впливу (англ. REL - Recommended exposure limit). При рівнях 50 мг/м3 гафній одразу становить небезпеку для життя та здоров’я.